# Partit de Kyoto
El Partit de Kyoto (en japonés: 京都党, Kyôto tô) també anomenat Partit Polític Regionalista-Partit de Kyoto (地域政党 京都党, Chiiki seitô Kyôto tô) és un partit polític japonés d'àmbit local i d'ideologia regionalista i monàrquica que actua a la ciutat de Kyoto. El partit va ser fundat el 2010 per l'ex-regidor Shōei Murayama.
Els pilars fonamentals de l'ideologia del partit són dos: la defensa dels interesos del ciutadans de Kyoto front als partits de caràcter estatal i el suport a l'iniciativa Sōkyō, la qual planteja un estatus de co-capitalitat entre Tòquio i Kyoto on, mentres el govern civil es manté a Tòquio, la familia imperial es traslladaria a viure a la ciutat, i realitzaria els seus actes cerimonials allà. D'això es pot deduir que el partit també és monàrquic.

## Resultats electorals

### Eleccions a alcalde de Kyoto
| Any  | Candidat       | Vots   | %      | Resultat |
| ---- | -------------- | ------ | ------ | -------- |
| 2020 | Shōei Murayama | 94.859 | 20,31% | Derrota  |

### Consell Municipal de Kyoto
| Any  | Vots | %  | Diputats | +/- | Notes       |
| ---- | ---- | -- | -------- | --- | ----------- |
| 2011 | ND   | ND | 4 / 67   | Nou | [ 2 ] [ 3 ] |
| 2015 | ND   | ND | 5 / 67   | 1   | [ 4 ]       |
| 2019 | ND   | ND | 5 / 67   | =   | [ 5 ]       |